# Красноголовая попугайная амадина
Красноголовая попугайная амадина (лат. Erythrura psittacea) — птица из  семейства вьюрковых ткачиков (Estrildidae).

## Описание
Длина тела 12 см. Оперение тёмно-зелёного цвета. Лицо и верхняя часть груди красного цвета. Половой диморфизм отсутствует. У многих самцов имеется несколько красных перьев на брюхе.

## Распространение
Область распространения вида — это Новая Каледония. Птицы населяют опушки леса, поляны и вторичный лес. Кроме того, они обитают в культурных ландшафтах — на плантациях, по краям полей и обочинам дорог, а также в человеческих поселениях, где они живут в садах и парках.

## Размножение
Высиживание длится 14 дней. Выводковый период составляет от 20 до 22 дней. Ещё в течение 2—3 недель родительские птицы заботятся о ставших самостоятельными птенцах.